# Caso Lucio Dupuy
El caso de Lucio Dupuy fue un hecho ocurrido en Santa Rosa, Provincia de La Pampa, Argentina, el día viernes 26 de noviembre de 2021 a las 21:45, en el cual Lucio Abel Dupuy, de cinco años, falleció como consecuencia de los golpes recibidos. Su progenitora Magdalena Espósito Valenti, fue condenada a prisión perpetua por homicidio triplemente calificado por el vínculo, alevosía y ensañamiento. La pareja de la madre, Abigail Páez Frydlender, fue condenada a prisión perpetua culpable de homicidio doblemente calificado por alevosía y ensañamiento.

## Contexto
Lucio Abel Dupuy Espósito nació en La Pampa, Argentina, el 5 de julio de 2016, único hijo de Magdalena Espósito Valenti y Christian Sebastián Dupuy, los cuales al año siguiente de su nacimiento se divorciaron, dando como consiguiente la determinación acerca de la custodia del menor.
Su madre, Magdalena Espósito, de 20 años y quien en ese entonces comenzaba una relación con Abigail Páez, de 24 años, le dio el cuidado del menor a su tío paterno mientras que la misma junto a su pareja viajaba de manera económica en forma de excursión.
El padre, Christian Dupuy, de igual manera dejaba a cargo al menor tanto como con sus tíos y sus abuelos, esto debido a trabajar en una ciudad distinta de donde vivían (La Rosa), y a la baja economía de la familia para sustentar al menor.
Tal situación se dio por un determinado tiempo, en el cual la madre exigía la custodia del menor, y la cual fue negada en su totalidad debido a no poder sustentar a Lucio de manera económica, dando como resultado el de al menos otorgarle a la madre el poder ver a Lucio en distintas ocasiones de la semana.
Más tarde, según las declaraciones de los tíos del menor, entre más pasaba el tiempo "la madre de Lucio ya no acudía a visitar al menor de una buena manera" esto ya que incluso al momento de hacer tales visitas asistía en conjunto de la policía con los que la madre hacía declaraciones como: "el niño es agredido por los propios tíos", y reclamando la custodia del menor, la cual fue cedida finalmente por los tíos debido a que para los mismos era complicado mantener a Lucio, e incluso aún más, al haber tenido un hijo ellos mismos.
Más tarde de que los tíos cedieran la custodia total a la madre, Lucio comenzó a vivir con ella y su pareja en el año 2020, año que debido a la pandemia de COVID-19 no se podía determinar al 100 % sobre si la madre del menor fuera apta para poder seguir con tal custodia.

## Homicidio
Tras haber obtenido por parte de los tíos paternos la custodia total, el menor residió con la madre y su pareja el restante año de su vida, donde según palabras de los propios vecinos, lograban percatarse del como las mismas le gritaban y pegaban al menor; como respuesta ante estos hechos decidieron realizar llamadas a las autoridades, que datan del 25 de agosto de 2021. Sin embargo, era en vano, debido a ciertas confusiones acerca de la dirección del hogar.
Posteriormente, se dio a conocer en las futuras audiencias el reporte de que el menor asistió al menos en 5 ocasiones a centros médicos en el lapso de diciembre de 2020 a marzo de 2021 con diferentes fracturas como lo son: fracturas en la muñeca, traumatismos en los dedos y un corte en la barbilla.
El padre, aún y a pesar de no tener idea alguna de tales hechos, tenía diferentes especulaciones de que el menor era agredido, el cual junto con el abuelo de niño Ramón Dupuy hacían denuncias no solo ante tal suposición, sino también del acto de haberles quitado plenamente la custodia. Sin embargo, también fueron en vano debido a que ni con las denuncias se pudo lograr algo al respecto. También, los mismos familiares señalaban que tiempo atrás, anterior a que la madre consiguiera la custodia total del menor, sin tener idea alguna del como mantenerlo, recurría a llevarlo con la familia paterna, donde se hacían cargo de él, incluso por más de 18 meses.
Según las investigaciones, el menor era agredido por su madre y la novia de esta, con agresiones que incluyen: rastros de mordeduras, quemaduras de cigarros, e incluso de haber sido abusado sexualmente, ya que en la vivienda donde residía junto a su madre, se hallaron diferentes tipos de juguetes sexuales con el ADN del menor y de ambas mujeres.
También se suman las expresiones hacia el menor que hacía la pareja de la madre en su cuenta personal de Twitter con mensajes como "No tengan hijos si realmente no los desean o no lo planeen como una gran meta o lo más importante en sus vidas!! no traigan pibes al mundo para sufrir la concha de su puta madre" o también "Estamos contentas porque hoy Lucio se va a dormir a lo de mi vieja y nos vamos a yirar, (ponernos en pedo y fumar porro descontroladamente)". Al igual que videos realizados y publicados por Páez en la red social TikTok, donde usuarios se percatan de como el menor llora de fondo e intentan taparlo con música a alto volumen.
Al igual, las investigaciones revelaban conversaciones de ambas mujeres acerca del niño, en donde se expresaban de manera «repugnante» hacia él, con mensajes como "Uh, pero si es todo pelotudo este pibe" o "Cualquier cosa Lucio se cayó del árbol y se golpeó la cara, ok? Ya sabe él que tiene que decir eso"; con el fin de justificar los moretones que dejaban las propias mujeres al golpearlo.
El día 26 de noviembre de 2021, Páez, había ingresado a su vivienda situada en Allan Kardek 2385 para momentos más tarde, a las 21:26 salir con el niño en brazos mientras gritaba por ayuda diciendo que "habían ingresado personas a asaltar la vivienda"; una de las personas del lugar, el cual es vecino de la misma, cuestionaba a la mujer del "¿Cómo fue que lo encontró?" y en donde según palabras de la mujer aseguró llegar y ver al menor tirado, golpeado e incluso violado, lo que dio a la autopsia la razón de la violación, debido a ser imposible saber con esa rapidez si realmente fue violado, es decir, revelándose la propia mujer ante el abuso realizado. A su vez, otras personas (también vecinos) intentaban reanimar al menor mientras sufría de convulsiones.
Mientras esas acciones ocurrían, diferentes personas realizaban llamadas a emergencias para atender con rapidez al menor (donde también se registra de haber habido una autoridad sin ningún tipo acción que realizara al respecto), donde tras un par de minutos, fue trasladado al hospital donde minutos más tarde el médico Juan Carlos Touluse certificó finalmente su fallecimiento, a las 21:45.

## Hechos posteriores
Posteriormente, el doctor que dio el informe acerca del fallecimiento del menor, dio a conocer las causas de su defunción, entre las que se encontraban: una hemorragia interna y politraumatismos causados a base de golpes, y que de este último surgen: fracturas de cráneo y dos costillas rotas, y a las cuales se le sumaban las causas ya mencionadas de la autopsia como lo son: marcas de quemaduras, mordidas, signos de abuso, e incluso la marca de suela de un zapato, la cual coincidía con la de una de sus agresoras.
Además, como fue mencionado anteriormente, se señalaba que el menor había asistido a centros médicos al menos en 5 ocasiones, en un plazo de diciembre de 2020 a marzo de 2021, cada una de ellas en las siguientes fechas:
- 15 de diciembre del 2020: Asiste al Hospital Evita; por traumatismos de miembro superior.
- 18 de diciembre de 2020: Asiste al Hospital Molas; donde le diagnostican al menor con fracturas al nivel de la muñeca de la mano.
- 22 de enero de 2021: En la Posta del barrio Río Atuel; le constatan traumatismo del miembro superior.
- 1 de febrero de 2021: En el Hospital Evita; asiste con traumatismos en el cuerpo.
- 23 de marzo de 2021: En el Hospital Evita; es diagnosticado con "mallet finger" (deformidad en el dedo).[21]

### Ley Lucio
El día 9 de noviembre de 2022 entró en vigor la "Ley Lucio" la cual fue realizada y presentada ante la cámara de diputados donde el 100 % de los votos (228) fueron a favor de establecer dicha ley, la cual fue hecha con fines de que ningún otro niño o adolescente sufra lo mismo que la víctima Lucio Dupuy, incluyendo en estas, que las personas sepan en qué momento los menores puedan estar sufriendo de tales situaciones.

### Audiencias
En 2022, alrededor de 9 personas, ya sean jueces, partes de la fiscalía, la defensa y los representantes de Magdalena y Abigail, realizaron al menos 19 audiencias del 10 al 29 de noviembre en las cuales también se presentaron más de 100 personas para dar testimonios acerca del caso. Cabe destacar que dichas audiencias no fueron públicas pero si se dieron a conocer tales temas.
Entre los hechos más relevantes y algunos ya anteriormente mencionados que fueron dados a conocer en las audiencias se encuentran:
1.-Condenas y declaraciones: Anterior al inicio de la primera audiencia, la fiscalía pidió que ambas mujeres no fueran únicamente condenadas por homicidio, sino que se les añada a estas: "maltrato crónico" y "agresiones físicas y sexuales". Las acusadas en vista de negarse a declarar algo, sus representantes se vieron obligados a hablar con declaraciones como "Lucio ya tenía registro de ser agredido por la familia paterna".
2.-Testimonios: Se dio a conocer por la parte de las personas que vivieron tal situación, de cómo fue el trasladado del menor y cómo una de las vecinas lo escuchaba gritar y llorar para no ser agredido. También se mostró la llamada realizada por Pablo Omar González, un familiar de una vecina, quien pidió de favor hacer tales llamadas en consecuencia a tener fallas en su móvil personal; audios en los cuales se escucha de forma clara a González mencionar como dirección del hogar: "Kardek 2386, departamento 2", cuya dirección repitió una segunda ocasión, las 2 señaladas como erróneas cuando la dirección real del hogar era "Kardek 2385". Aún y a pesar de tal hecho, González, sabiendo que las autoridades no realizaron nada al respecto a pesar de describir más exacto el aspecto del lugar, publicó lo siguiente en su cuenta personal de Facebook:

SEÑOR Daniel Guinchinau, déjeme presentarme, mí nombre es Pablo Omar González. Yo fui quien se comunicó con el 101 aquella noche del 25 de agosto. Solicité un móvil y les describí la fachada del inmueble "un paredón blanco con portón de chapa", e indiqué "es en el departamento 2, en el 1 vive mí hermana que es quien escuchó todo". Paso mucho tiempo hasta que mí hermana me dijo ahí llegaron y están gritando "señora nos llamó el hermano de su vecina dice que están golpeando a un niño" gritaban desde la calle. No le dieron mayor importancia y ni siquiera se dignaron a constatar como estaba el niño en ese momento. No se escude cobardemente detrás de un "pasaron mal la dirección" el tema es que el efectivo que se presentó no actuó como debería de haber actuado. Hágase cargo de su puesto y capacite a los oficiales y agentes para que puedan tratar con la sensibilidad, seriedad y respeto por el uniforme que visten. Y si le queda grande el saco adelante sus "vacaciones permanentes", que seguramente hay alguien con ganas de colaborar seriamente en proteger y servir a la comunidad que han de resguardar. Usted juró en algún momento salvaguardar a los ciudadanos. Hágale el favor de ocuparse de sus labores y no de desinformar de tal forma a la gente."

3.-Diferentes historias: Según palabras de los médicos que atendieron al niño en condiciones graves, las agresoras al momento de relatar su versión de la historia, en cada una de ellas cambiaban la historia contradiciendo siempre a la anterior.
4.-Declaraciones del doctor: El doctor Juan Carlos Toulouse declaró lo que pudo hallar acerca de lo que sufrió el menor, razones las cuales fueron anteriormente mencionados junto con el mensaje "En mis casi 30 años de profesión nunca vi algo así".
5.-Declaración de testigos: En la quinta audiencia se presentaron 5 testigos, entre ellos una mujer la cual posterior a la audiencia declaró y calificó a las condiciones en las que vivía el menor como "inhumanas" comparándolas como "peor que las de un perro".
6.-Dibujos, audios y mensajes: En la sexta audiencia, la especialista Lorena Roggero dio a conocer diferentes dibujos realizados por Lucio en el colegio de Santa Rosa, expresando por medio de ellos "los sentimientos que tenía", entre los cuales fueron:
El dibujar a personas sin piernas; esto expresando por medio de ellos las agresiones que vivía, e incluso realizaba los dibujos sin ojos, este último de "el no querer ver la situación que vivió o que le hicieron ver", según las palabras de Roggero. También expresaba los abusos sexuales, el maltrato verbal y físico y la falta de afecto que carecían las mujeres, como igualmente se revelaron distintos audios y mensajes de las agresoras donde se hablaba del cómo justificar tales agresiones ante el público.
7.-Ubicación de Magdalena: En la audiencia se conoce que la madre, al momento del fallecimiento de su hijo, se encontraba en el Hotel Mercure. Con esto, se llevó con personas que trabajaban en el lugar para ser cuestionadas acerca del como era Espósito.
8.-Exigencia por la tenencia del menor: Se conoce lo anterior mencionado acerca de la madre pedir la custodia del menor, en este día donde se da a conocer que la madre informaba tener el dinero suficiente para mantenerlo, esto solo para evadir la ley. Se conoció de los mensajes para conseguir tal custodia como de "estar bien con la madre".
9.-¿Por qué ceder la custodia?: En el día 9, la abuela de Lucio, Silvia Gómez, relató acerca de cómo la madre pedía a los abuelos dinero a cambio de poder realizar llamadas con él, quien en ese entonces ya se encontraba en tutela de la madre. Además, recalcó el último día que logró verse con su nieto (agosto de 2021), las razones e historia que le contaba Espósito al visitarlo, y sumada la declaración de para su mala suerte tener de jueza a Ana Clara Pérez Bellester la cual dio como resultado del menor estar mejor con la madre a pesar de tener todo tipo de pruebas que podían haberlos llevado a ganar la custodia si tal jueza "no se hubiera posicionado del lado contrario al que iba".
10.-Abuso sexual: Este día, la próxima testigo fue una bioquímica del Ministro Público Fiscal, la cual según diferentes exámenes de ADN realizados a distintos juguetes sexuales hallados en la casa de las agresoras los cuales tenían el ADN del menor, de la madre y su pareja.
11.-Rasgos de psicología de las agresoras: En el undécimo día se conoció acerca de los diferentes rasgos psicológicos que tenían ambas mujeres, entre los cuales se tenían: rasgos de perversidad, considerar a Lucio como un inconveniente en la relación de ambas y tener un rechazo hacia los hombres, a esto último sumada la opinión del abuelo, que decía "tenerle odio a Lucio por ser el único varón".
12.-Preguntas realizadas a maestra y tíos: En esta audiencia se encargo mayormente en el cuestionar a los tíos y la maestra del menor, a esta última, acerca de su comportamiento y relaciones con Lucio, y a sus tíos únicamente está última, más que todo, antes de la pandemia.
13.-Testimonio del abuelo (Ramón Dupuy): Según las declaraciones del abuelo en la decimotercer audiencia fueron a acerca del "acoso" por parte de Páez, con las palabras de "Cuando llegué, una de las asesinas, la novia, me miró a propósito. Se dio el lujo de provocarme. Me sonrió y me guiñó el ojo. Tan cínica como eso. Sentí mucha impotencia. Estuve a punto de reaccionar".
14.-Páez declara ante Lucio: Páez, una de sus agresoras en lágrimas, declaró del como fue tal día del fallecimiento de Lucio y donde relata de ese día "Se mando un moco, le pegue en la cola, no supe que hice así que lo llevé a la ducha donde parecía querer comunicar algo, rápidamente lo saqué y en forma desesperada busqué su ropa para vestirlo, de repente escuché un golpe, volví y se había caído de la cama", con declaraciones tales según el juzgado, fue una forma de excusar acerca del como falleció.
15.-Testimonio de Vecinos: El juzgado dio voz a Ramona y Matías (vecinos de ambas mujeres), con palabras como "Estaba en mi casa y escuché unos gritos. Aparece un chico con un nene al hombro", el hombre nombrado fue Matías, hombre mismo que presenció a una enfermera en tal lugar y que realizó actividades de RCP dónde el menor logró reaccionar escupiendo líquido blanco; en tal momento llegó la madre que se dispuso a trasladarlos a los 3 en auto al hospital más cercano, donde finalmente falleció. Nuevamente se realizaron llamadas a 3 enfermeras para dar testimonio las cuales afirmaron atender al menor en 2019 y 2020 por heridas cortantes superficiales, un traumatismo, una otitis y una faringitis; también contactaron a una mujer que vendía boletos de un concierto, esta última la cual vendió a la madre dichos boletos horas antes y a un modista, el cual tenía de plan realizar prendas para ambas mujeres, se señaló que la madre primeramente asistió con el menor, y más tarde ya no fue así.
16.-Declaraciones de Magdalena Espósito: En la decimosexta audiencia por primera ocasión la madre del menor, Magdalena, salió a declarar que el padre del menor nunca presentó tener algún tipo de interés hacia este, acompañado del discurso acerca del "¿Por qué no lloraba?", recalcando que se había mentalizado para no mostrar tal emoción enfrente de personas que la desconocían.
17.-Sumarios en la Salud y Educación: La Fiscalía de Investigaciones Administrativas recolectó información del caso y aperturó el sumario de Salud y Educación, sin embargo este último se dejó en silencio hasta finalizar tal juicio, mientras tanto aseguraba que Lucio si fue maltratado meses anteriores a su asesinato.
18.-La Fiscalía: Para tal punto a casi el fin de las audiencias, la fiscalía determinaba que las agresoras deberían recibir la máxima pena (cadena perpetua) por homicidio agravado por el vínculo, la participación de dos o más personas, por la víctima ser un menor de edad y por abuso sexual con acceso carnal.
19.-Veredicto Final: Finalmente, el Tribunal de Audiencia de La Pampa dio a conocer los cargos contra Magdalena Espósito Valenti y Abigail Páez, con cargos a la primera con: autora material y penalmente responsable del delito de homicidio triplemente calificado por el vínculo, alevosía y enseñamiento; y para esta segunda con: autora material y penalmente responsable del delito de homicidio doblemente calificado por alevosía y ensañamiento con el delito de abuso sexual con acceso carnal por vía anal ejecutado con un objeto fálico y por haberse cometido con un menor aprovechando la situación de convivencia preexistente.
20.-La Sentencia: Finalmente, se dio a las agresoras como sentencia la pena de prisión perpetua ignorando por completo a la familia paterna de aplicar el "tiempo indefinido".